# Dicranomyia (Dicranomyia) innocens
Dicranomyia (Dicranomyia) innocens is een tweevleugelige uit de familie steltmuggen (Limoniidae). De soort komt voor in het Palearctisch en Oriëntaals gebied.